# Anna Paulownalaan 4-10 (Soest)
De vier dubbele villa's aan de Anna Paulownalaan 4-10 zijn een gemeentelijk monument in Soest in de provincie Utrecht. 
De villa's bestaan uit twee soorten, de types A en B, die om en om zijn gebouwd. De grootste verschillen zitten in het dak en de gevelbehandeling. 
Type A
Nummers 4 en 8 zijn wit bepleisterd en hebben een mansardedak voorzien van wolfseinden. Aan weerskanten van de symmetrische gevel is een erker aangebouwd. Deze erkers hebben een groot overstek. De deuren zijn in de zijgevel aangebracht.
Type B
Nummers 6 en 10 zijn opgetrokken in meerdere soorten baksteen. De risalerende schoorsteen loopt door tot beneden en deelt zo de gevel in tweeën. Ook deze symmetrische voorgevels hebben een erker. Het mansardedak van deze huizen heeft een steekkap.